# Węgleszyn (gmina)
Węgleszyn (od 1973 Oksa) – dawna gmina wiejska istniejąca do 1954 roku w woj. kieleckim. Nazwa gminy pochodzi od wsi Węgleszyn, lecz siedzibą władz gminy była Oksa. 
W okresie międzywojennym gmina Węgleszyn należała do powiatu jędrzejowskiego w woj. kieleckim. Po wojnie gmina zachowała przynależność administracyjną. 1 stycznia 1949 roku część obszaru gminy Węgleszyn (gromadę Żarczyce Duże) przyłączono do gminy Złotniki. Według stanu z dnia 1 lipca 1952 roku gmina składała się z 13 gromad: Błogoszów, Chycza, Dąbie, Lipno, Oksa, Popowice, Rębiechowa, Rzeszówek, Tyniec, Tyniec kol., Węgleszyn, Węgleszyn-Ogrody i Zakrzów.
Jednostka została zniesiona 29 września 1954 roku wraz z reformą wprowadzającą gromady w miejsce gmin. Po reaktywowaniu gmin z dniem 1 stycznia 1973 roku gminy Węgleszyn nie przywrócono, utworzono natomiast jej terytorialny odpowiednik, gminę Oksa (w latach 1976–1991 jako gmina Nagłowice-Oksa).
Nie mylić z gminą Węgielsztyn.